# مشروع 706
مشروع 706 المعروف باسم المشروع 786 هو الاسم الرمزي لبرنامج البحث والتطوير لتطوير الأسلحة النووية باكستان الأولى. بدأ البرنامج بقرار من رئيس الوزراء ذو الفقار علي بوتو في عام 1974 ردًا على برنامج التجارب النووية الهندية الذي بدأ في مايو 1974. ضمن البرنامج طور العلماء والمهندسون النوويون الباكستانيون البنية التحتية النووية المطلوبة واكتسبوا الخبرة في استخراج المواد الانشطارية ومعالجتها بهدف تصميم جهاز نووي. تحققت هذه الأهداف في أوائل الثمانينيات من القرن الماضي مع أول اختبار بارد ناجح لجهاز نووي باكستاني في عام 1983. المؤسستان المسؤولتان عن تنفيذ البرنامج هما هيئة الطاقة الذرية الباكستانية بقيادة منير أحمد خان ومختبرات أبحاث كويته بقيادة عبد القدير خان، أنشئت منظمة ثالثة في عام 1976 تسمى أعمال التنمية الخاصة تتبع للجيش الباكستاني تعاونت مع المؤسستان للتحضير السري لمواقع التجارب النووية في بلوشستان والبنية التحتية المدنية الأخرى المطلوبة.
كان هذا المشروع جهدًا علميًا كبيرًا لباكستان. اعتبرت مجلة تايم أن مشروع 706 الباكستاني مكافئ لمشروع مانهاتن الأمريكي. كلف المشروع مبدئياً 450 مليون دولار أمريكي (دفعتها ليبيا السعودية).
أنشئ ضمن المشروع العديد من مواقع الإنتاج والبحث السرية، وكلف المشروع أيضًا بجمع المعلومات الاستخبارية حول الجهود النووية الهندية. حُل المشروع عندما أجرت هيئة الطاقة الذرية الباكستانية أول اختبار بارد لجهاز نووي مصغر في 11 مارس 1983. مُنح العلماء والضباط العسكريين الذين شاركوا في المشروع مناصب قيادية، ومنحتهم حكومة باكستان أوسمة مدنية عالية.

## أصل المشروع

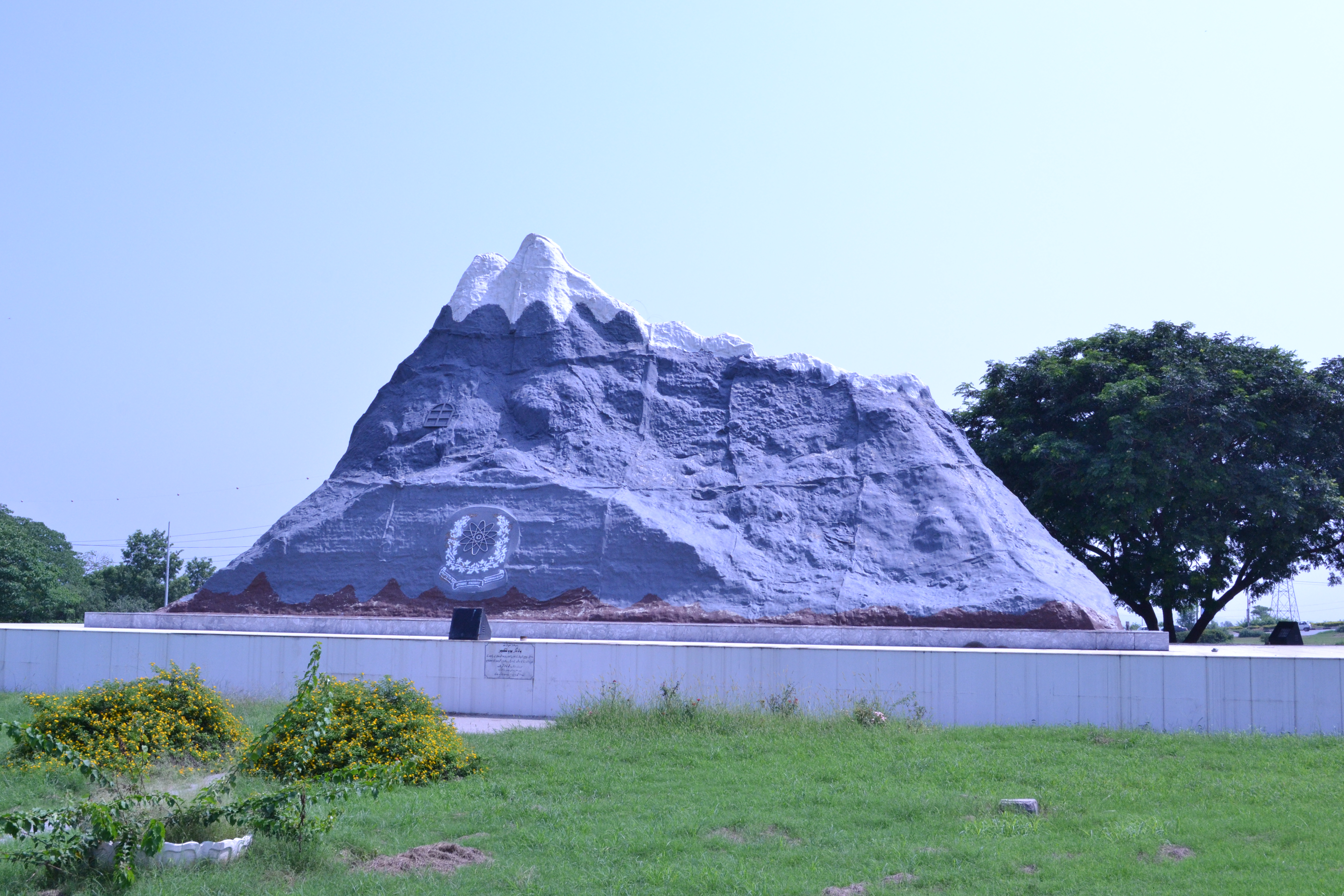
نصب جبل شاغي في إسلام أباد

يعود تاريخ الاهتمام الباكستاني بالعلوم النووية إلى أواخر عام 1948 عندما انتقل عدد كبير من العلماء والرياضيين والكيميائيين والفيزيائيين إلى باكستان من الهند بناءً على طلب رئيس الوزراء لياقت علي خان. شجع مارك أوليفانت البحث في مجال التكنولوجيا النووية فكتب في عام 1948 رسالة إلى محمد علي جناح حثه فيها على إجراء أبحاث في الاستخدام السلمي للتكنولوجيا النووية. يذكر مارك أوليفانت أن رفيع محمد تشودري كان العالم المسلم الوحيد في جنوب آسيا الذي يمكن أن يفيد الدولة الحديثة في مجال التكنولوجيا النووية. وُجهت رسالة إلى تشودري هاجر على إثرها إلى باكستان في عام 1948 وأنشأ مختبر التوتر العالي) في عام 1952.
أطلق الرئيس الأمريكي دوايت أيزنهاور برنامج الذرة من أجل السلام في 8 ديسمبر 1953 فسارعت باكستان إلى التوقيع على المعاهدة وكانت من أوائل الدول التي وقعت عليها. رحبت وسائل الإعلام الباكستانية بالاستخدام السلمي المقترح للطاقة الذرية، لكن صرح وزير الخارجية السير محمد ظافر الله خان في 8 ديسمبر 1953 بأن باكستان ليس لديها سياسة تجاه القنبلة الذرية.  تأسست الهيئة الباكستانية للطاقة الذرية في عام 1956 ورأسها نذير أحمد وعين سليم الزمان صديقي، المستشار العلمي لرئيس الوزراء، مدير التكنولوجيا التنفيذي في الوكالة. اقترحت الهيئة على حكومة أيوب خان العسكرية في عام 1958 شراء مفاعل الماء الثقيل الكندي NRX أو مفاعل CP-5 لاستخدامه في مختبر أرغون الوطني. لكن رفضت حكومة أيوب هذا الأمر.
اقترح نذير أحمد في مارس 1958 اقتراحًا آخر على رئيس شركة التنمية الصناعية الباكستانية لإنشاء محطة نووية تعمل بالماء الثقيل بطاقة إنتاجية تبلغ 50 كجم من الماء الثقيل يوميًا في ملتان، لكن لم تتحرك الشركة في هذا الجانب. رفض أيوب خان الاقتراح ونقل نذير أحمد عإلى المكتب الفيدرالي للإحصاء. دخلت هيئة الطاقة الذرية في مارس 1959 اتفاقية مع هيئة الطاقة الذرية الأمريكية ستقدم الولايات المتحدة بموجبها مفاعل 5 ميغاواط من نوع تجمع (pool-type).
أصبح البيروقراطي عشرت حسين عثماني أحمد رئيس مجلس إدارة الهيئة في عام 1960. لعب عثماني دورًا محوريًا في بناء وتطوير محطة كراتشي للطاقة النووية وأنشئ لجان استكشاف اليورانيوم والبلوتونيوم في جميع أنحاء البلاد والعديد من معاهد البحوث النووية، وبدأ العمل في إنشاء مسح للمواقع المناسبة لمحطات الطاقة النووية.
سافر المستشار العلمي للحكومة محمد عبد السلام إلى الولايات المتحدة في عام 1965 لتوقيع اتفاقية مع حكومة الولايات المتحدة لتوفير مفاعل أبحاث في روالبندي. عقد عبد السلام أيضًا اجتماعاً مع إدوارد دوريل ستون في الولايات المتحدة وقع فيه عقدًا آخر، صمم ستون ثم قاد بناء معهد للأبحاث النووية في نيلور.
أبرمت هيئة الطاقة الذرية في نقس العام اتفاقية أخرى مع شركة جنرال إلكتريك الكندية لبناء محطة للطاقة النووية في كراتشي بطاقة 137 ميغاواط. حث عبد السلام أيوب خان في عام 1967 على الحصول على منشأة لإعادة معالجة الوقود النووي من الولايات المتحدة، لكن أيوب خان ووزير ماليته محمد شعيب رفضا طلب عبد السلام.
بدأ وزير الخارجية في ذلك الوقت ذو الفقار علي بوتو دفع الحكومة باتجاه تصنيع الأسلحة النووية بعد الحرب الباكستانية الهندية 1965. وصرَّح "إذا صنعت الهند القنبلة، فسوف نأكل العشب أو أوراق الشجر، أو حتى نجوع، لكننا سنحصل على واحدة لنا، ليس لدينا خيار آخر". زار بوتو فيينا في أكتوبر 1965 لحضور اجتماع الوكالة الدولية للطاقة الذرية، وهناك التقى منير أحمد خان وعلماء باكستانيين آخرين يعملون في الوكالة الدولية للطاقة الذرية. أطلع علماء الوكالة الدولية بوتو على التطور السريع للبرنامج النووي الهندي لذا رتب بوتو بسرعة لقاء لمنير أحمد مع أيوب خان لإقناعه بأهمية الأسلحة النووية لكنه بقي على موقف الرفض وأبلغ خان بوتو بهذا الأمر.
رد بوتو على خان قائلًا: "لا تقلق. سيأتي دورنا ". أنتج فريق من العلماء الباكستانيين بإمرة رفيع محمد في عام 1967، الدفعة الأولى من النظائر المشعة في المعهد الباكستاني للعلوم والتكنولوجيا النووية. بدأت الأبحاث في مجال التكنولوجيا النووية في المعهد الباكستاني للعلوم والتكنولوجيا النووية تتسارع، وبدأ عبد السلام في الإشراف على معاهد البحوث الباكستانية.
بدأت العلماء في البحث في مجال الفيزياء النظرية في 1968. فأنشئ قسم مخصص لهذا المجال بداخل قسم الفيزياء الصغير بجامعة القائد الأعظم (جرى توسيع قسم الفيزياء ومعهد الفيزياء). بدأ علماء الفيزياء النظرية الباكستانيون مثل فهيم حسين وبيتر روتولي وجون ممتاز وفايز الدين وإشفاق أحمد ومسعود أحمد البحث في الفيزياء النظرية والكمية. أصبح فهيم حسين أول فيزيائي في معهد الفيزياء ينشر تحليلات بحثية حول نظرية الأوتار. قامت مجموعة النسبية بقيادة فياض الدين بعمل على نظرية بيث بلوخ. أسس رازي الدين صديقي مجموعة أينشتاين الفيزيائية في عام 1969 وأجرى تجارب على النسبية العامة وميكانيكا الكم.

## الحرب الهندية الباكستانية 1971
بعد خسارة باكستان في حرب 1971 تخلت الحكومة العسكرية عن السلطة لذو الفقار علي بوتو بعد ضغط كبير من الشعب ووسائل الإعلام. أصبحت المنظمات النووية الحكومية تحت سيطرة بوتو المباشرة. علمت وكالة الاستخبارات الباكستانية في أوائل يناير 1972 أن الهند على وشك تطوير قنبلة ذرية. وقتها استدعي بوتو منير أحمد خان من فيينا وأقال عشرت حسين عثماني من منصب رئيس هيئة الطاقة الذرية الباكستانية. وأدار المستشار العلمي عبد السلام اجتماعًا لكبار العلماء والمسؤولين في هيئة الطاقة الذرية.

## المنظمة
بدأ عبد السلام الحائز على جائزة نوبل العمل على تطوير الأسلحة النووية في ديسمبر 1972. طلب عبد السلام من رياض الدين ومسعود أحمد اللذان كانا يعملان في المركز الدولي للفيزياء النظرية تقديم تقرير عن الأسلحة النووية إلى منير أحمد خان. بدأ علماء الفيزياء النظرية في معهد الفيزياء التابع لجامعة القائد الأعظم بتقديم تقرير إلى هيئة الطاقة الذرية الباكستانية، شكل علماء الفيزياء النظرية في في المعهد "مجموعة الفيزياء النظرية" والتي فُوضت لتطوير تصميم للأسلحة النووية الباكستانية. لعب عبد السلام دورًا أساسيًا في التطوير وكان له دور رائد في مجموعة الفيزياء النظرية التي رأسها حتى عام 1974.
بدأت المجموعة في البحث في حسابات النيوترونات السريعة - مفتاح تفجير السلاح - وكانت ترسل تقاريرها إلى عبد السلام الذي أِرف على هذه البحوث. بحث المجموعة في مشاكل حيود النيوترونات ونظرية التشابه والديناميكا المائية ونوع وكمية المواد الانشطارية والعاكسات التي سيجري استخدامها. عين بوتو رضي الدين صديقي عضوًا تقنيًا في هيئة الطاقة الذرية الباكستانية في عام 1973 وكلفه بإعداد ميثاقها. أسس رضي الدين صديقي مجموعة الفيزياء الرياضية التي تولت مسؤولية إجراء البحوث في الحسابات على تكاملات مونت كارلو ونظرية المقطع العرضي ونظرية الكتلة الحرجة والرياضيات المشاركة في النظرية العامة لتفاعلات الانشطار النووي.
بدأت مجموعة الفيزياء النووية التي تأسست عام 1967 العمل تحت إشراف إشفاق أحمد، حللت المجموعة المشاكل المتعلقة بتحويل 238U إلى 239Pu. أنتجت المجموعة بنجاح 10 كيلوغرام من اليورانيوم في الثمانينيات. قامت المجموعة أيضًا بتصنيع وإعادة معالجة نظائر البلوتونيوم في New Labs PARR-Reactor. شكل اجتماع بقيادة عبد السلام ومنير أحمد خان مديرية صغيرة، اسمها الرمزي علماء مجموعة واه في مارس 1974، ضمت المجموعة حفيظ قريشي المدير العام لقسم تطبيقات النظائر المشعة وزمان شيخ مهندس كيميائي. بدأ علماء مجموعة واه البحث عن المكونات الميكانيكية والكيميائية عالية الدقة، وحساب الفيزياء، والمتفجرات الشديدة وآلية التشغيل. نشأ عبد السلام ومنير أحمد خان مصنعًا لتصنيع العدسات المتفجرة الانشطارية في الشهر نفسه.
دعا منير أحمد خان -الذي تلقى تعليمه في مختبر أرغون الوطني- وعبد السلام إلى اجتماع لبدء العمل على سلاح نووي في مارس 1974 في معهد بينستيك. حضر الاجتماع كل من عبد السلام ورياض الدين من مجموعة الفيزياء النظرية وأصغر قادر ومنير أحمد راشد من مجموعة الفيزياء الرياضية وإشفاق أحمد وسمر مباركمند من مجموعة الفيزياء النووية وحفيظ قريشي وزمان شيخ من علماء مجموعة واه. خلال هذا الاجتماع تجنب العلماء ذكر مصطلح "قنبلة" واستبدلوه بالنطق العلمي الأكاديمي. اتفق العلماء في الاجتماع على تطوير "انفجار داخلي" فوق "مدافع الانشطار النووي" مستشهدين بالاقتصاد في استخدام المواد الانشطارية. قامت لجان التنقيب عن البلوتونيوم واليورانيوم، برئاسة إشفاق أحمد وأحسن مبارك، باكتشافات لخامات البلوتونيوم الخام الطبيعية ورواسب اليورانيوم الطبيعي في مناطق مختلفة من البلاد.
شكل عبد السلام مجموعة أخرى، هي مجموعة فيزياء الليزر برئاسة شوكت حميد خان في أبريل 1974. كُلفت بإجراء الأبحاث واكتشاف عملية لفصل اليورانيوم الطبيعي إلى مخصب ومنضب. استخدمت المجموعة تقنيات الليزر المتقدمة وفحصت المشاكل في النظائر الجزيئية لفصل 235U - سواء لاستخدام الأشعة تحت الحمراء أو الأشعة فوق البنفسجية - والإشعاع الكهرومغناطيسي والتحليل الطيفي الذري - لتحديد الطول الموجي وكيف تنفصل الذرات وتتأين.
أقر البرلمان الباكستاني في نهاية عام 1974 مشروع قانون بالأغلبية يذكر أن الأحمديين ليسوا مسلمين، لذا هاجر عبد السلام الأحمدي من باكستان إلى بريطانيا احتجاجًا القرار. واصل منير أحمد خان العمل بعد رحيل عبد السلام. أنشئ قسم الهندسة النووية بقيادة بشير الدين محمود مكلفة بإنتاج 238U.

### عبد القدير خان
أجرت الهند أول تجربة نووية لها في 22 مايو 1974 تحت اسم بوذا المبتسم بالقرب من الحدود الشرقية لباكستان. فجأت التجربة النووية باكستان وحذرت الحكومة من خطر الهند. شدد بوتو في 19 مايو 1974 على أن برنامج الهند النووي مصمم "لترهيب باكستان وإرساء هيمنة الهند على شبه القارة الهندية".
كان عبد القدير خان مهندس معادن متدرب في ألمانيا وتقني أسلحة نووية أمضى سنوات في شركة يورنكو في بلجيكا وهولندا. كان عبد القدير مترجمًا أول في يورنكو وبالتالي تمكن من الوصول إلى أكثر المواقع والمعلومات سرية.
كتب عبد القدير رسالة إلى بوتو بعد التجربة النووية الهندية أوضح فيها أنه اكتسب خبرة في تقنيات تخصيب اليورانيوم القائمة على أجهزة الطرد المركزي في شركة يورنكو في بلجيكا. وجه بوتو الرسالة إلى منير أحمد خان لترتيب لقاء مع عبد القدير خان. أرسل منير خان "سلطان بشير الدين محمود" إلى هولندا لمقابلة عبد القدير خان في أكتوبر 1974. عاد عبد القدير إلى باكستان في ديسمبر 1974 للقاء رئيس الوزراء علي بوتو ورئيس هيئة الطاقة الذرية منير أحمد خان حاول عبد القدير في الاجتماع إقناع بوتو باعتماد طريق القنبلة النووية القائمة على تخصيب اليورانيوم وليس البلوتونيوم. لم يوافق بوتو في البداية على الأمر لكنه كلف عبد القدير خان بإدارة برنامج نووي مواز قائم على اليورانيوم.
عمل عبد القدير خان في البداية تحت حكم بشير الدين محمود. لكن في 19 أبريل 1976 كتب خان إلى منير أحمد خان أعرب فيه عن عدم رضاه ورغبته في العمل مستقلًا، وأحيلت الرسالة إلى سكرتارية رئيس الوزراء. شكل عبد القدير خان، بدعم من رئيس الوزراء بوتو، مختبرات البحوث الهندسية والتي أصبحت فيما بعد تعرف باسم مختبرات أبحاث كويته والتي كانت أيضا تحت الإشراف المباشرة لرئيس الوزراء بوتو. لكن عبد القدير خان لم يعجبه فكرة مشاركة هيئة الطاقة الذرية في مشروع المختبرات وفضل عليه فيلق مهندسي الجيش الباكستاني وهو ما حدث.
اختير المهندس العام لسلاح المهندسين العميد زاهد علي أكبر خان رئيسًا للمشروع بعد توصية من عبد القدير خان. ترأس العميد زاهد بناء المنشأة النووية وبدأ يشارك في إدارة البرنامج وإعجاب بوتو بعمله في كويته، لذا فقد كلفه بمهام إضافية وسرية لكل من هيئة الطاقة الذرية والمختبرات. أنشأ عبد القدير خان على مر السنين شبكة انتشار إدارية عبر دبي لنقل تكنولوجيا يورنكو النووية إلى مختبرات أبحاث كويته. حيث أسس برنامج الطرد المركزي للغاز في باكستان والذي كان يعتمد بشكل عام على أجهزة الطرد المركزي من نوع Zippe التي تنتجها يورنكو.

### زاهد علي أكبر خان
اختير موقع بمساحة مائة فدان بالقرب من كويته سبتمبر 1976. طلب رئيس الوزراء بوتو من رئيس أركان الجيش الجنرال تيكا خان ترقية العميد أكبر خان إلى رتبة لواء نجمتين بسبب الاعتقاد السائد آنذاك بأن لقب جنرال سيؤثر بالإيجاب على العلماء الأكاديميين الذين يعملون في المشاريع السرية. قاد زاهد خان إنشاءات كل من مختبر المعادن في واه ومصنع تخصيب اليورانيوم في كويته.

### اللجان الإدارية
نظرًا إلى سرية المشاريع وللحفاظ على قيادة البرامج قرر بوتو تشكيل لجنة مسؤولة عن التنسيق والنظام في المشاريع التي كان العلماء الأكاديميون يعملون عليها. عين بوتو المهندس المدني مبشر حسن رئيسًا لهذه الجنة في عام 1974. ابتكر مبشر مع منير أحمد خان سياسة منعت الانتشار النووي في البداية. كان مبشر يشجع العلماء الأكاديميين على تطوير تقنيات سرية قبل وصول عبد القدير خان، وأشرف مبشر على إنشاء المعامل البحثية النووية ومنشآت ومختبرات الاختبار في جميع أنحاء البلاد. كما كان مؤيدًا لإنشاء منشآت نووية. وكان العلماء يرفعون تقاريرهم مباشرة إلى الدكتور مبشر وغيره من الضباط المدنيين، ثم تُقدم التقارير النهائية إلى مبشر الذي يرفعها إلى بوتو. بعد وصول عبد القدير خان، بدأ العمل مع مبشر وسلطان بشير الدين محمود لكن لم تعجبه سياسة مبشر الإدارية ونظرته الناقدة لأنشطة عبد القدير خان في أوروبا وأماكن أخرى.
التقى عبد القدير خان ببوتو على انفراد في عام 1975 وطلب إدارة عسكرية للإشراف على عمله بدلاً من مبشر. أنشأ الفريق زاهد وحدة عسكرية تقدم الدعم اللوجستي لكل من هيئة الطاقة الذرية ومختبرات أبحاث كويته باسم تطوير الأعمال الخاصة وكانت مسؤولة عن بناء المنشآت بقيادة العميد محمد سرفراز. أنشأ رئيس الوزراء بوتو في عام 1977 لجنة عسكرية للحفاظ على القيادة الإدارية العسكرية في المشروع. ترأس لجنة الهندسة العسكرية اللواء زاهد وكانت مكونة من كان اللواء أنيس أحمد من منظمة الأشغال المركزية ونائب المشير الجوي اللواء مايكل جون أوبريان من قاعدة القوة الجوية سرغودها ونائب المارشال الجوي اللواء إريك جوردان هول من مركز العمليات الجوية في قاعدة تشاكلالا الجوية والعميد محمد سرفراز من مركز تطوير الأشغال الخاصة والعقيد ذو الفقار علي خان من الفوج السابع عشر لقوة الأشغال الحدودية.
طوال عام 1975 حتى عام 1977 كان للجيش تأثير ضئيل في البرنامج وكان مشاركًا فقط في برنامج صغير الحجم مع عبد القدير خان. لكن بعد سيطرة الجنرال ضياء الحق على مقاليد الحكم حل اللجنة المدنية وسجن مبشر في سجن راولبندي المركزي مع بوتو في عام 1977. سيطر الجيش على البرنامج في العام نفسه وشارك في كل جانب من جوانب البرنامج. تولى اللواء زاهد علي أكبر خان قيادة مشروع 706 بعد إعدام بوتو عام 1979. أنشأ عبد القدير خان مجموعة من مهندسين عسكريين، وأشرف على البناء السريع لمختبر الكهرباء والفراغ (EVL) وكذلك تطوير مدينة كويته. وشغل اللواء زاهد منصب المدير العام لمنشأة كويته. رُقي زاهد إلى رتبة فريق من فئة ثلاث نجوم  في عام 1983 إذ أراد الجيش مديرًا مناسبًا يفهم تمامًا الاحتياجات العلمية للمشروع، وكُلف زاهد أيضًا بقيادة فيلق مهندسي الجيش الباكستاني.
كان عبد القدير خان قد جلب معه معلومات عن تقنيات الطرد المركزي الغازية التي تعلمها في يورنكو في هولندا، وبناء على هذا كُلف خان ببناء وتجهيز وتشغيل منشأة كويته. تولى خان الجزء الخاص بالطرد المركزي من برنامج تخصيب اليورانيوم وظلت جميع الخطوات الأخرى المتعلقة باليورانيوم لصنع غاز اليورانيوم من أجل التخصيب تحت مسؤولية منير أحمد خان. كما ظل منير أحمد خان رئيس هيئة الطاقة الذرية رئيسًا لإنتاج البلوتونيوم ودورة الوقود النووي واستكشاف اليورانيوم ومعالجته وتحويله وتطوير الأسلحة النووية وبرامج المفاعلات.

### المخابرات الأجنبية
كانت أماكن المواقع النووية أكثر أمانًا من أمانة رئيس الوزراء، إذ كانت حكومة باكستان على علم بأن الولايات المتحدة والاتحاد السوفيتي ووكالات استخبارات أجنبية أخرى لديها اهتمام قوي بالمشروع النووي. يذكر العميد امتياز أحمد أن الولايات المتحدة كان لديها معلومات استخباراتية على الأرض ويبدو أن وكالة الاستخبارات الباكستانية قد اعتقلت عددًا من الجواسيس السوفييت والأمريكيين في عام 1976. كما ذكر العميد امتياز في مقابلة مع نيوز إنترناشيونال أنه قاد العملية العسكرية "رايزينغ صن" في عام 1979 والتي نجحت في إحباط مؤامرة وكالة المخابرات المركزية الأمريكية لاستهداف علماء ومهندسين نوويين باكستانيين كانوا على صلة وثيقة بالبرنامج النووي الباكستاني. انتهت العملية باعتقال رفيق صافي مونشي العميل الباكستاني المشتبه أنه كان عميلًا للمخابرات المركزية وسجن مدى الحياة، ذُكر أنه كان يعمل مهندسًا نوويًا في مجمع كراتشي للطاقة النووية وحاول إرسال وثائق ذرية سرية إلى القنصلية الأمريكية في كراتشي. وقيل أن هذا القول باطل وأن مونشي كان موظفًا في كاراتشي إلكتريك سبلاي كومباني في ذلك الوقت وكان معارضًا لحكم ضياء الحق وأن دعمه للديمقراطية هو من أدى إلى سجنه. انتهت العملية بإعلان عدد قليل من عملاء وكالة المخابرات المركزية السريين والدبلوماسيين الأمريكيين شخصيات غير مرحب بها.
اعتقلت وكالة المخابرات الباكستانية في 26 يونيو 1979 السفير الفرنسي في باكستان بول لوغوريريك وسكرتيره الأول جان فورلوت بالقرب من مجمع مختبرات كاهوتا للأبحاث النووي، وصودرت كاميراتهما ومعدات حساسة أخرى. استشف لاحقًا من الوثائق الباكستانية أن وكالة المخابرات المركزية هي من جندتهم.
بعد نجاح عملية أوبرا يفترض أن إسرائيل خططت لمهاجمة المنشأة النووية المشتبه بها في أوائل الثمانينيات. علمت المخابرات الجوية والاستخبارات الباكستانية بمحاولة إسرائيل العملية عندما حلقت طائرات مقاتلة تابعة لسلاح الجو الإسرائيلي بالقرب من الحدود الشمالية لباكستان. استجابت القوات الجوية الباكستانية لهذا الأمر واعترض السرب الجوي الباكستاني رقم 11 طائرات "السرب المعتدي" الإسرائيلية فانسحب الطائرات الإسرائيلية. التقى منير أحمد خان مع رجا رامانا من الهند بعد وقت قصير من الحادث، نتج عنه إرسال بعثة باكستانية رفيعة المستوى إلى فيينا وقعت مع الهند اتفاقية تتعهد فيها بعدم مهاجمة أو مساعدة قوة أجنبية لمهاجمة منشآت الطرف الآخر.

### مسار اليورانيوم

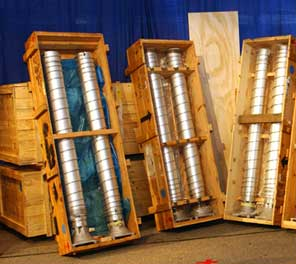
أجهزة الطرد المركزي الغازية للدكتور عبد القدير خان UF_{6}

يتكون اليورانيوم الطبيعي من 99.3٪ 238U و0.7٪ فقط 235U، ولكن الأخير فقط هو القابل للانشطار لذا يجب فصل 235U المتطابق كيميائيًا عن النظير الأكثر وفرة. عملية تخصيب اليورانيوم وتحويله إلى درجة تصنيع أسلحة هي عملية صعبة للغاية وحساسة وتتطلب تكنولوجيا متقدمة.
كان قد شُكل مجلس تنسيق لإدارة والإشراف على مسار اليورانيوم للمشروع النووي قبل مجيء عبد القدير خان. كان يرأس هذا المشروع سلطان بشير الدين محمود من قسم الهندسة النووية. تولى خان المشروع من محمود لأنه أراد العمل بمفرده فتألف المشروع من أفتاب غلام نبي كازي وغلام إسحاق خان وآغا شاهي ومنير أحمد خان. كما أنشأت قوات الدفاع الباكستانية مجالس الخاصة لدعم أنشطة البحث الهندسي في جميع أنحاء البلاد. بقي المشروع تحت إدارة هيئة الطاقة الذرية حتى عام 1977 عندما فصلت عنها، لكن في السنوات اللاحقة كان منير أحمد خان -رئيس هيئة الطاقة الذرية- عضو في المشروع ثم أصبح في الثمانينيات رئيس لمجلس تنسيق مشروع تخصيب اليورانيوم. وضعت هيئة الطاقة الذرية برنامج تخصيب يورانيوم خاص بها لتطوير نسخة متقدمة من وقود اليورانيوم، فعملت على أكثر الطرق تحديًا لنظائر الليزر الجزيئية لفصل النظائر والانتشار الغازي والحراري. طورت هذه الأساليب تحت إشراف شوكت حميد خان من مجموعة فيزياء الليزر وسلطان بشير الدين محمود من قسم الهندسة النووية. طورت مجموعة فيزياء الليزر التابعة لهيئة الطاقة الذرية تحت إشراف شوكت حميد خان عملية MLIS لفصل النظائر. وفي الوقت نفسها أنتجت مختبرات البحوث الهندسية التابعة للهيئة مادة 6UF وقدمت المواد الأولية إلى مختبرات كويته، بينما استخدمت هيئة الطاقة الذرية مادة 6UF في كل من طريقتي الانتشار الغازي والانتشار الحراري المطورة في مختبرات التخصيب..

نموذج من أجهزة الطرد المركزي التي طورها عبد القدير خان اعتمادًا على أجهزة نوع Zippe.

واجه علماء مختبرات كويته في البداية العديد من النكسات ولم يتمكنوا من تطوير الآلة المطلوبة. أثناء زيارة غلام عالم قاسمي لقاعة الفيزياء في جامعة قادرت آباد التقى بـ تسنيم شاه أستاذ الرياضيات في الجامعة الذي درس المشاكل المطروحة مع علماء المختبرات. عقب ذلك تشكيل قسم ديناميكيات موائع الحساب الذي حلل مشاكل مؤشر الفصل الاستراتيجي (قياس مقدار العمل الذي تقوم به أجهزة الطرد المركزي) وتسريع الطرد المركزي (عدد الدورات في الدقيقة التي ستغطيها الآلة) وديناميكيات الدوران (سرعة الدوران المناسبة). اكتس تسنيم شاه شهرة كبيرة عندما حلل المشكلة بشكل مستقل مما ساعد علماء المختبرات على تطوير نسخة قوية من أجهزة الطرد المركزي.
عندما حُلت المشاكل بدأ عبد القدير خان عمليات التخصيب. بحلول بداية عام 1983، طورت المختبرات حوالي 1500-2900 جهاز طرد مركزي غازي يعتمد على تقنية مجموعة يورينكو بحلول عام 1983. بفضل جهود عبد القدير خان، نجح العلماء العاملون في مختبرات البحوث الهندسية في 4 يونيو 1978 في تخصيب اليورانيوم بفصل النظائر الكهرومغناطيسية لـ 238U و235U في مختبر الطرد المركزي بقاعدة القوة الجوية في تشاكلالا بمساعد عبد القدير خان. وأبلغ غلام عالم الذي شارك في رئاسة مشروع فصل النظائر عبد القدير خان بذلك فذهب خان على الفور إلى القيادة العامة لإبلاغ الجنرال ضياء الحق.

### مسار البلوتونيوم
لم يتمكن عبد القدير خان من إقناع بوتو بوقف مسار البلوتونيوم في عام 1976.  وفي الوقت نفسه نظر فريق من الكيميائيين النوويين في قسم الكيمياء النووية بقيادة إقبال حسين قريشي في مشكلة كيفية فصل البلوتونيوم عن اليورانيوم عندما لم تكن خصائصه الكيميائية معروفة. تمكن الكيميائيون النوويون ووازنوا المعادلة الأولى للسلاح النووي في هيئة الطاقة الذرية. عملت لجنة الطاقة الذرية على عملية فصل البلوتونيوم أكثر المهام تعقيدًا وتحديًا في مجال العلوم النووية. طور هذه الطريقة العالمين إشفاق أحمد وإقبال حسين قريشي. تمكنت اللجنة في المختبرات الجديدة من إنتاج نظائر البلوتونيوم المستخدمة في المفاعلات النووية ثم أعادت معالجتها لتحويلها إلى بلوتونيوم عالي الجودة يُستخدم في تصنيع الأسلحة النووية. وقد أدرك العلماء أن استخدام مفاعل نووي يعمل باليورانيوم ويُنتج نيوترونات بطيئة يمكن أن يُنتج كميات كبيرة من نظير البلوتونيوم-239. كما أظهرت التجارب أن البلوتونيوم قابل للانشطار بسهولة باستخدام النيوترونات البطيئة والسريعة على حد سواء. بالإضافة إلى ذلك، يتميز البلوتونيوم باختلافه الكيميائي عن اليورانيوم، مما يسهل عملية فصله عنه. هذه الخصائص جعلت من البلوتونيوم مادة مثالية للاستخدام في الأسلحة النووية.
وُجهت دعوة لكبار العلماء وكبار المسؤولين المدنيين والعسكريين في مارس 1983 فقط لمشاهدة الاختبار البارد لجهاز نووي عامل. خلال هذا الحدث قام سلاح المهندسين تحت إشراف الجنرال زاهد أكبر بتنظيف وتجهيز الأنفاق في موقع الاختبار. وصل فريق التشخيص التابع للجنة الطاقة الذرية برئاسة العالم سمر مباركمند إلى الموقع محملاً بمقطورات تحتوي على أجهزة حاسوب ومعدات تشخيص متطورة. ثم وصلت مجموعة تطوير التقنيات الدفاعية وفريق العلماء من مجموعة واه حاملين معهم الجهاز الذري الذي تم تجميعه مسبقًا. وُضع هذا الجهاز داخل النفق المعد للاختبار. كما أنشئ نظام مراقبة متكامل يتكون من حوالي 20 كابلًا، تربط بين أجزاء الجهاز النووي وأجهزة الرصد الموجودة في عربات التشخيص التي كانت متوقفة بالقرب من تلال كيرانا.
نجحت لجنة الطاقة الذرية الباكستانية في اختبار جهاز بلوتونيوم غير مخصص للأسلحة في منطقة تلال كيرانا في 11 مارس 1983. نُفذ هذا الاختبار تحت إشراف منير أحمد خان رئيس اللجنة وبقيادة العالم إشفاق أحمد الذي ترأس فريق الاختبار. استخدم فيه حوالي 10 كيلوغرامات من البلوتونيوم-239 غير المسلح واليورانيوم الطبيعي الذي جُلب من المختبرات الجديدة في معهد العلوم والتكنولوجيا النووية الباكستاني. كما طُور نظام تفجير الأجهزة الداخلية في مديرية التطوير التقني التابعة للجنة تحت إمرة العالم حفيظ قريشي.
حضر اختبار الانشطار البارد عدد من الشخصيات البارزة مثل رئيس لجنة الطاقة الذرية منير أحمد خان واللواء خالد محمود عارف ونائب المارشال الجوي مايكل جون أوبراين ورئيس مجلس الشيوخ آنذاك غلام إسحاق خان. صمم الجهاز النووي وطوره جناح الأبحاث التابع للجنة ومديرية التطوير التقني والتي كان يرأسها العالم محمد حفيظ قريشي، وكان يعتمد الجهاز على البلوتونيوم والذي طور في فترة الثمانينيات كجزء من مشروع 706. لاحقًا اختبرت القنبلة النووية الباكستانية في 30 مايو 1998 في صحراء خاران تحت الاسم الرمزي تشاجاي-2.

## ليبيا ومشروع 706
تذكر مجلة تايم أن باكستان تلقت مئات الملايين من الدولارات لمشروع 706 من ليبيا، مقابل أن ترسل ليبيا علماء لدراسة التطورات في مجال التخصيب في باكستان.
دعا رئيس الوزراء الباكستاني ذو الفقار علي بوتو قيادة ليبيا للانضمام إلى مشروع 706 لأن ليبيا كانت الممول الوحيد لمشروع 706 الباكستاني. استجابت ليبيا للدعوة عبر إعداد وإرسال فريقها الصغير من العلماء النوويين إلى مؤسسات الأبحاث النووية الباكستانية.
ولكن عندما انضمت ليبيا إلى البحث حدث انقلاب محمد ضياء الحق الذي تلاه إعدام بوتو. تذكر مجلة تايم أن الجنرال ضياء الحق عرض فكرة انضمام ليبيا إلى مشروع 706. فانقطع اتصال ليبيا بالمشروع في عام 1977. وتضيف أن الجنرال ضياء الحق كان لا يحب معمر القذافي شخصياً  ولا يثق به.

## روابط خارجية
- مشروع 706 : القنبلة الإسلامية (فيلم بي بي سي)
- مشروع 706: تاريخ للدكتور إنعام الرحمن (فلم باللغة الأردية فقط)